# کلیر کوپر
کلیر کوپر (انگلیسی: Claire Cooper؛ زادهٔ ۲۴ فوریهٔ ۱۹۷۹) بازیگر اهل انگلستان است.
از فیلم‌ها یا مجموعه‌های تلویزیونی که وی در آن‌ها نقش داشته است، می‌توان به ۱۲ میمون اشاره نمود.